# Омер, Гиллель
Гиллель Омер (ивр. הלל עומר‎; 1926—1990) — израильский поэт и писатель, писавший под псевдонимом Гиллель Айн. Он известен благодаря своим стихам для детей, ставшими образцами израильских колыбельных песен.

## Биография
Гиллель Омер родился в киббуце Мишмар ха-Эмек в Иезраельской долине. Отец изменил фамилию Котович на Огни (עוגני), и первые его стихи издавались под именем Гиллель Огни.
Гиллель Омер сражался в рядах Пальмаха в Войне за Независимость. После войны Гиллель Омер переехал в Тель-Авив, где он, по профессии ландшафтный дизайнер, разбил такие парки как Ган ха-Писга и Парк Чарльза Клора. С 1954 по 1969 Гиллель Омер был главным ландшафтным дизайнером Иерусалима, спланировав и разбив ботанический и библейский парки города.

## Творчество
Живя в киббуце, Гиллель Огни полюбил от всего сердца природу родной страны и эту любовь он пронёс через всю жизнь, запечетлев её в своих произведениях. Поэт Авраам Шлёнский предложил Гиллелю взять писательский псевдоним, начинающийся с первой буквы его фамилии ע {айн} и Гиллель выбрал имя Омер.
В 1947 г. его первые стихи и рассказы были опубликованы в газете «Слово к детям». Он создал новых израильских литературных героев как Дядя Симха, который никак не может вписать в жизнь, но он придаёт ей смысл. Также Гиллель Омер писал и для взрослых: «Страна полудня» (1950), и особо следует отметить поэму «Ха-Нешер», написанную на библейском иврите о сомнениях и разочарованиях XX века.
Произведения Гиллеля Омера переведены на ряд языков, в том числе и на русский.